# Nycternyssa dekania
Nycternyssa dekania är en mångfotingart som först beskrevs av Karl Wilhelm Verhoeff 1937.  Nycternyssa dekania ingår i släktet Nycternyssa och familjen kamjordkrypare.

## Underarter
Arten delas in i följande underarter:
- N. d. dekania
- N. d. singaporiensis